# Anglo-Welsh Cup 2009-10
La Anglo-Welsh Cup 2008-09 fue la trigésimo novena edición del torneo de rugby para equipos de Inglaterra y la quinta que incluye a los equipos galeses de la Liga Celta.

## Sistema de disputa
Cada equipo disputa cuatro partidos frente frente a los rivales del grupo asignado, el mejor de cada grupo clasifica a semifinales en la búsqueda del título.
- Grupo 1 vs Grupo 4
- Grupo 2 vs Grupo 3

## Primera Fase
Calendario de partidos

### Grupo 1
| Pos. | Equipo           | Encuentros | Encuentros | Encuentros | Encuentros | Tantos | Tantos | Tantos | PB | Puntos |
| Pos. | Equipo           | PJ         | PG         | PE         | PP         | F      | C      | Dif    | PB | Puntos |
| ---- | ---------------- | ---------- | ---------- | ---------- | ---------- | ------ | ------ | ------ | -- | ------ |
| 1.º  | Saracens         | 4          | 2          | 0          | 2          | 83     | 69     | 14     | 2  | 10     |
| 2.º  | Leicester Tigers | 4          | 2          | 0          | 2          | 84     | 82     | 2      | 1  | 9      |
| 3.º  | Sale Sharks      | 4          | 1          | 0          | 3          | 57     | 83     | -26    | 2  | 6      |
| 4.º  | Ospreys          | 4          | 1          | 0          | 3          | 68     | 97     | -29    | 1  | 5      |

|  | Semifinalista. |

### Grupo 2
| Pos. | Equipo            | Encuentros | Encuentros | Encuentros | Encuentros | Tantos | Tantos | Tantos | PB | Puntos |
| Pos. | Equipo            | PJ         | PG         | PE         | PP         | F      | C      | Dif    | PB | Puntos |
| ---- | ----------------- | ---------- | ---------- | ---------- | ---------- | ------ | ------ | ------ | -- | ------ |
| 1.º  | Gloucester        | 4          | 2          | 0          | 2          | 87     | 81     | 6      | 3  | 11     |
| 2.º  | Scarlets          | 4          | 2          | 1          | 1          | 88     | 83     | 5      | 1  | 11     |
| 3.º  | London Irish      | 4          | 1          | 0          | 3          | 54     | 70     | -16    | 2  | 6      |
| 4.º  | Newcastle Falcons | 4          | 0          | 0          | 4          | 41     | 105    | -64    | 1  | 2      |

|  | Semifinalista. |

### Grupo 3
| Pos. | Equipo             | Encuentros | Encuentros | Encuentros | Encuentros | Tantos | Tantos | Tantos | PB | Puntos |
| Pos. | Equipo             | PJ         | PG         | PE         | PP         | F      | C      | Dif    | PB | Puntos |
| ---- | ------------------ | ---------- | ---------- | ---------- | ---------- | ------ | ------ | ------ | -- | ------ |
| 1.º  | Cardiff Blues      | 4          | 3          | 0          | 1          | 120    | 84     | 36     | 3  | 15     |
| 2.º  | London Wasps       | 4          | 3          | 0          | 1          | 67     | 55     | 12     | 1  | 13     |
| 3.º  | Harlequins         | 4          | 2          | 1          | 1          | 79     | 67     | 12     | 1  | 11     |
| 4.º  | Worcester Warriors | 4          | 2          | 0          | 2          | 73     | 64     | 9      | 1  | 9      |

|  | Semifinalista. |

### Grupo 4
| Pos. | Equipo                | Encuentros | Encuentros | Encuentros | Encuentros | Tantos | Tantos | Tantos | PB | Puntos |
| Pos. | Equipo                | PJ         | PG         | PE         | PP         | F      | C      | Dif    | PB | Puntos |
| ---- | --------------------- | ---------- | ---------- | ---------- | ---------- | ------ | ------ | ------ | -- | ------ |
| 1.º  | Northampton Saints    | 4          | 4          | 0          | 0          | 81     | 45     | 36     | 0  | 16     |
| 2.º  | Newport Gwent Dragons | 4          | 3          | 0          | 1          | 103    | 79     | 24     | 0  | 12     |
| 3.º  | Bath                  | 4          | 2          | 0          | 2          | 94     | 75     | 19     | 1  | 9      |
| 4.º  | Leeds Carnegie        | 4          | 1          | 0          | 3          | 53     | 93     | -40    | 1  | 5      |

|  | Semifinalista. |

### Semifinales
| 14 de marzo de 2010 | Cardiff Blues | 18 - 29 | Gloucester Rugby | Cardiff City Stadium, Cardiff |  |

| 14 de marzo de 2010 | Northampton Saints | 31 - 20 | Saracens | Franklin's Gardens, Northampton |  |

### Final
| 21 de marzo de 2010 | Northampton Saints | 30 - 24 | Gloucester Rugby | Sixways Stadium, Worcester |  |

| Bandera de Inglaterra      |
| Campeón Northampton Saints |
| Primer título              |